# Adam Gumpeltzheimer
Adam Gumpeltzheimer (també escrit Gumpelzhaimer o Gumpeltzhaimer - Trostberg, 1560 - Augsburg, 1625) fou un compositor alemany.
El 1575 entrà al servei del duc de Württemberg i el 1581 fou cantor a Augsburg. Es donà conèixer especialment com a compositor de càntics religiosos, que aparegueren en diferents col·leccions en els segles xvi i xvii i encara avui s'executen en les esglésies alemanyes.
A més, publicà, un Compendium musical latinum-germanicum (1595; 12a edició, 1675), reducció de l'obra de H. Faber.